# Руски марш
Руски марш (на руски: Русский марш) е ежегодно шествие и митинг от представители на руски националистически организации и движения, честван на 4 ноември, в Деня на националното единство. За първи път се провежда през 2005 година. Организиран е в различни градове на Русия, както и в останалите страни на ОНД.

## Организатори

### 2005
Организатори на първия Руски марш през 2005 година са:
- Движение против нелегалната имиграция - с председател Александър Белов
- Евразийски младежки съюз - младежко крило на Международното евразийско движение, основано от Александър Дугин, с председател Валерий Коровин
- Национал-патриоти на Русия
- Национално-държавна партия на Русия - с председател Александър Севастянов
- Национално-патриотичен фронт „Памет“
- Общество „Правда“ - с председател Валерий Якушев
- Руски общонационален съюз - с председател Игор Артьомов
- Движение „Руски ред“ - с председател Василий Ансимов

### 2006
През 2006 година главен организатор на Руски марш е Движение против нелегалната имиграция, с председател Александър Белов, който оглавява обществен съвет включващ членове на Държавната дума - Дмитрий Рогозин, Виктор Алкснис, Николай Курянович, Александър Севастянов, и др., артиста Василий Лановой и академика Игор Шафаревич.

### 2008
Организационния комитет на Руски марш през 2008 година включва: Руски общонационален съюз (РОНС), Движение против нелегалната имиграция (ДПНИ), московския клон на Съюза на руския народ, Руско обществено движение (РОД), Славянски съюз, и НПФ „Памет“.

## Русия

### Други градове
От 2006 година насам шествието се провежда в Санкт Петербург, в центъра на града. През първата година има сблъсъци на протестиращите с антифашистки организации, активисти и полицията.
Руски марш се провежда още в градовете: Владивосток (2006), Новосибирск (2006, 2010), Иркутск (2006, 2010), Благовешченск (2006), Волгоград (2010), Калининград (2010), Киров (2010), Краснодар, Нижни Новгород (от 2006 - ежегодно), Пенза (2010), Рязан (2010), Самара (2010), Саратов (2010), Сиктивкар (2010), Толиати (2010), Тула (2010).

## Други страни на ОНД
През 2006 година „Руски марш“ се провежда в Тираспол (ПМР). В различни години шествието се провежда и в различни градове на Украйна - Киев, Симферопол, Донецк, Харков.